# Chiến dịch Meridian
Chiến dịch Meridian là một loạt các cuộc tấn công do quân đội Anh tiến hành bằng không quân diễn ra vào ngày 24 tháng 1 (Meridian lần nhất) và ngày 29 tháng 1 (Meridian lần hai) 1945 nhằm vào mục tiêu là các mỏ dầu do quân Nhật chiếm giữ tại Palembang, trên đảo Sumatra. Kết quả của nó là giảm đến 70% lượng nhiên liệu tối quan trọng cho các máy bay Nhật.
Những nhiệm vụ trên được thực hiện bởi Phi đội 63, sau khi hoàn thành sẽ hạ cánh xuống Sydney, Úc, nơi đơn vị này được chuyển sang Hạm đội Thái Bình Dương (Anh quốc) và sau đó tham gia vào nhiệm vụ hỗ trợ quân Đồng Minh trong sự kiện đổ bộ lên Okinawa (chiến dịch Băng sơn). Trong chiến dịch này Phi đội 63 được tiếp nhiên liệu bởi Phi đội 69 trực thuộc Hạm đội Phương Đông (Anh quốc) và ba tàu hộ tống chở nhiên liệu.
Theo kế hoạch, Phi đội 63 rời Trincomalee on 13 tháng 1, 1945, để đến Sumatra. Ngày 20 tháng 1, họ gặp Phi đội 69 và thực hiện tiếp nhiên liệu trong điều kiện khó khăn vì gió mạnh và biển động dữ dội. Các tàu tiếp vận nhiên liệu đã bị hư hại trong nhiệm vụ này.
Cuộc tấn công đầu tiên Meridian lần nhất là một trận không kích các giàn khoan dầu tại Pladjoe, ở phía Bắc Palembang, đảo Sumatra đã bị trì hoãn bởi thời tiết xấu từ ngày 21 tháng 1 và hạm đội tiếp nhiên liệu chờ ở đảo Enggano.
Sau đó trận tấn công được phát động vào lúc 6 giờ sáng ngày 24 tháng 1.Bắt đầu với 43 máy bay ném bom Avenger, 12 máy bay cường kích Firefly sử dụng tên lửa và 50 chiếc Hellcat, Corsair và Seafire cất cánh an toàn và hoàn thành nhiệm vụ đánh bom các giàn khoan. Lần không kích này số lượng máy bay của quân Anh chịu tổn thất ít hơn các đợt bắn phá trước với 32 máy bay mất do hỏa lực thù địch và sự cố khi hạ cánh.
Hạm đội nạp lại nhiên liệu và sửa chữa vào ngày 26-27 tháng 1. Tuy nhiên thiệt hại của đội tàu chủ yếu là do thời tiết xâu và sự thiếu sót về kinh nghiệm khi không thể duy trì sự liên lạc với đội bay.
Ngày 29 tháng 1, chiến dịch Meridian lần hai diễn ra, là cuộc oanh kích các giàn khoan tại Soengei Gerong, đảo Sumatra. Bị hạn chế bởi tầm nhìn, các máy bay phải cất cánh trễ mất gần 30 phút theo kế hoạch. Lần không kích này, các phi công Đồng Minh khẳng định đã phá hủy 30 máy bay trong không chiến và 38 máy bay trên mặt đất với tổn thất 16 máy bay về phía Anh. Sau đó, một đợt phản công nhỏ của quân Nhật thực hiện sau đó nhưng nhanh chóng bị dập tắt bởi số lượng máy bay áp đảo của quân Đồng Minh và hỏa lực từ mặt đất.
Phi đội 63 được tiếp nhiên liệu lần cuối từ Phi đội 69 vào ngày 30 tháng 1 rồi đi thẳng tới Fremantle phía Tây Úc châu. Còn Phi đội 69 trở về Trincomalee.

## Lực lượng quân Đồng Minh
Những tàu được huy động tham gia vào chiến dịch Meridian bao gồm:
Force 63: (Chuẩn Đô đốc Philip Vian): 
- Tàu sân bay 
  - HMS Indomitable, Illustrious, Indefatigable  và Victorious
- Tàu chiến 
  - HMS King George V
- Tàu tuần dương chống máy bay: 
  - HMS Argonaut, Black Prince và Euryalus,
- Destroyer Flotilla 25 
  - HMS Grenville, Undine, Ursa và Undaunted
- Destroyer Flotilla 27 
  - HMS Kempenfelt, Wakeful, Whirlwind, Wager, Whelp và Wessex (từ 19 tháng 1 1945)

Force 69
- Tàu tuần dương hạng nhẹ 
  - HMS Ceylon
- Tàu khu trục 
  - HMS Urchin
- Tàu tiếp vận nhiên liệu
  - Wave King, Echodale, Empire Salvage